# Egyed
Egyed est un village et une commune hongroise d’environ 587 habitants (2004), située à environ 40 km de l'Autriche et 30 km de Győr. La superficie est 13,43 km².
Le village se trouve dans le département de Győr-Moson-Sopron et dans le Petit Alföld.